# Казданга
Казданга (латис. Kazdanga) — селище в Айзпутському краї, адміністративний центр Каздангської волості. Знаходиться біля річки Алоксте.
Станом на 2017 рік у Казданзі проживало 554 мешканці.
У  селищі розташовані волосна адміністрація, початкова школа, бібліотека, музей, пошта.
Парк Казданги — найбільший парк Латвії (196 га), який налічує близько двохсот видів дерев та кустарників. Облаштований пішоходними та велосіпедними доріжками, лавами для відпочинку. До паркової зони входять селище та замок Казданга, що є пам'ятником архітектури національного значення.

## Історія
Вперше Казданга згадується у XV столітті, коли поселення належало Пілтенському єпископові. У 1533 році він передав ці землі роду баронів фон Мантейфелей. За легендою, назва селища склалася з імені дівчини (Danga), яка пасла коз (kazu) на пасовищі та сподобалася баронесі, дружині господаря цих земель.
У 1800—1804 роках, за проектом німецького архітектора Й. Г. Берліца, у Казданзі був побудований замок, який вважається одним з яскравих прикладів класицизму. До складу замкового ансамблю також входили житловий будинок, стайні, комори, міст та інші будівлі.
У 1905 році замок був зруйнований через пожежу та реконструйований у 1907 році.
Протягом 1930—2009 років в будівлі замку знаходився Каздангський сільськогосподарський технікум.
На даний час в замку працюють музей та пункт туристичної інформації.
Перед замком знаходиться пам'ятник письменнику та журналісту Юрісу Матерсу, активному учаснику національно-визвольного руху Латвії 1850-1880-х років.

## Світлини

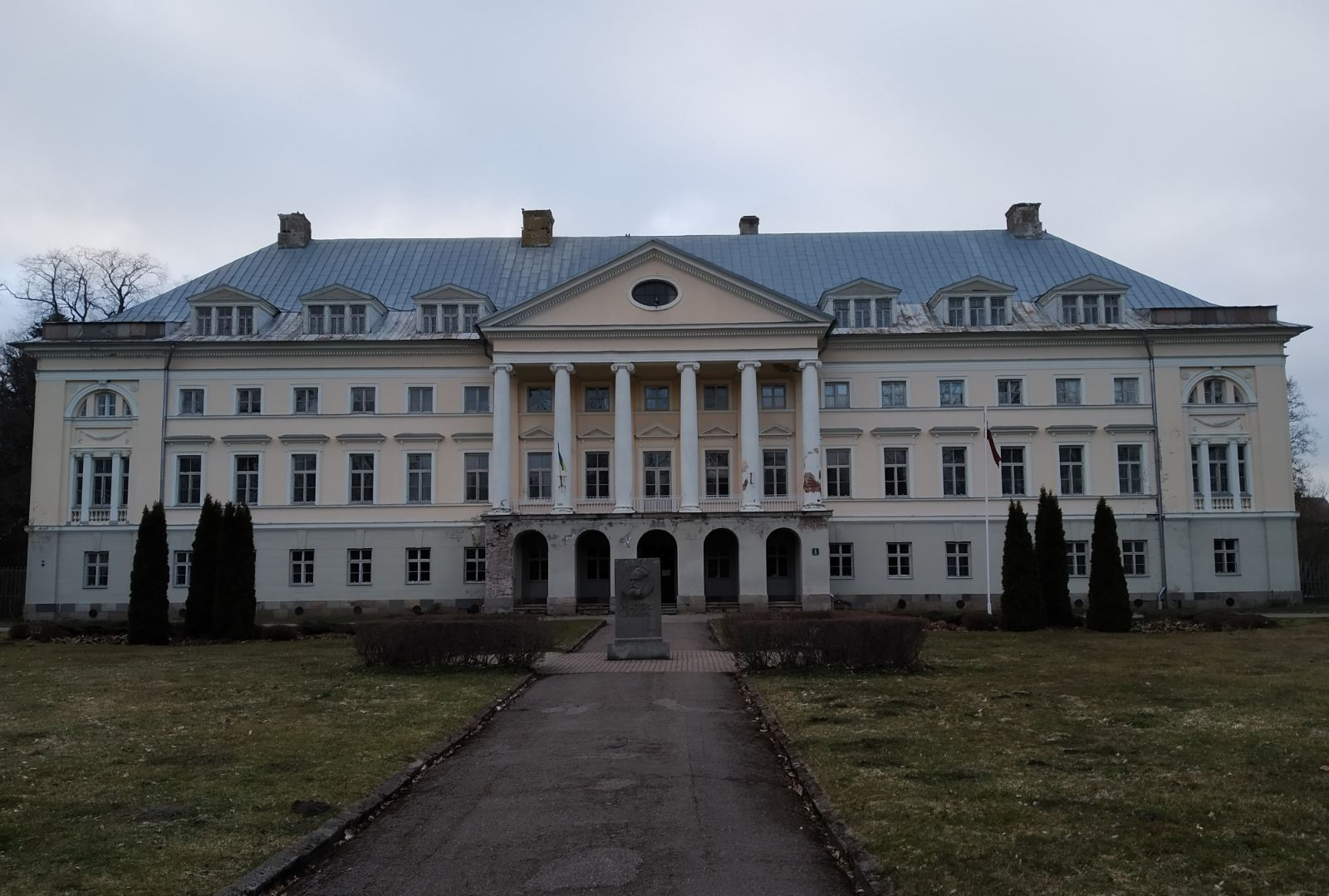
Замок, Казданга, Латвія, 2022

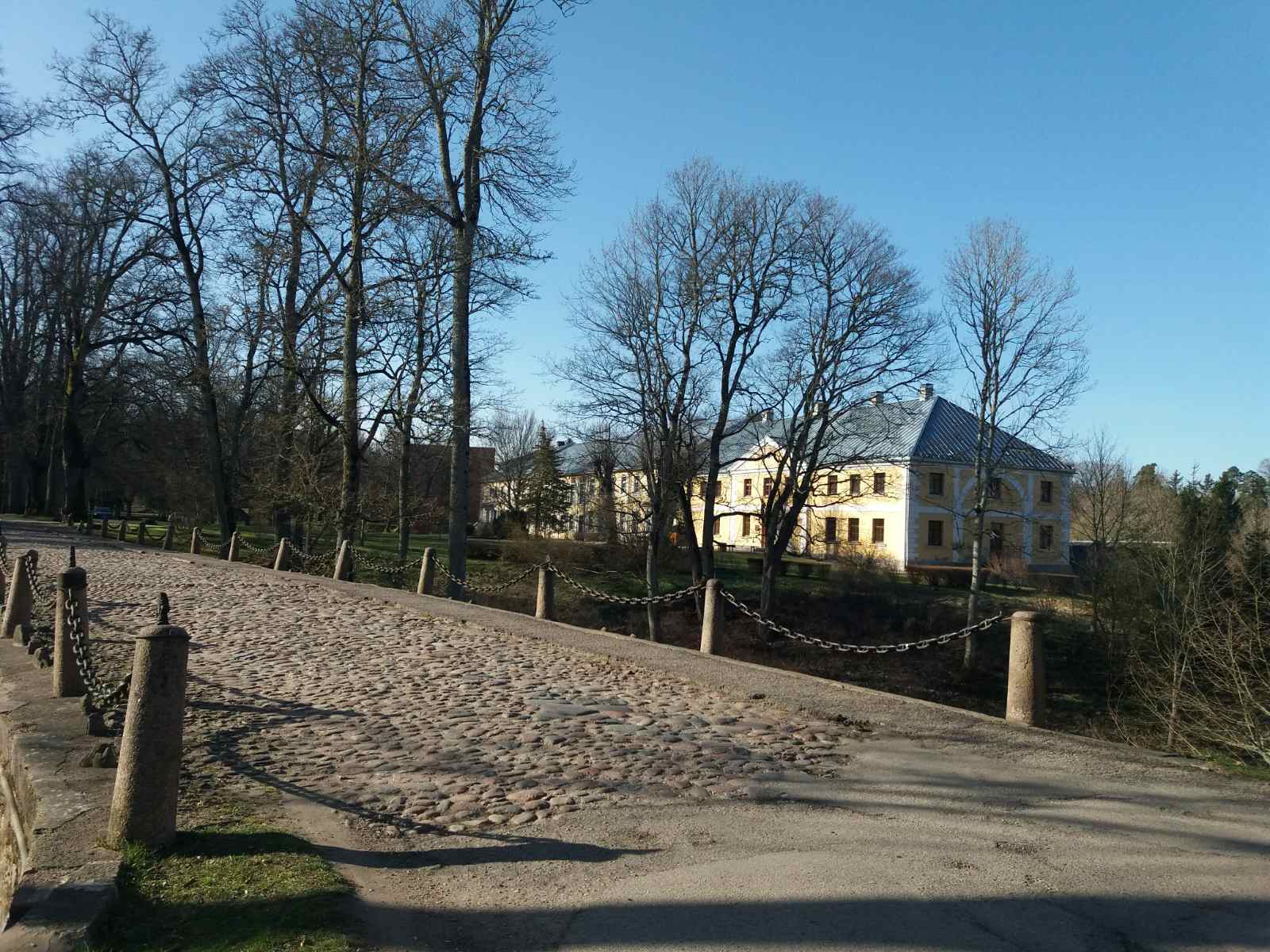
Замковий ансамбль, Казданга, Латвія, 2022

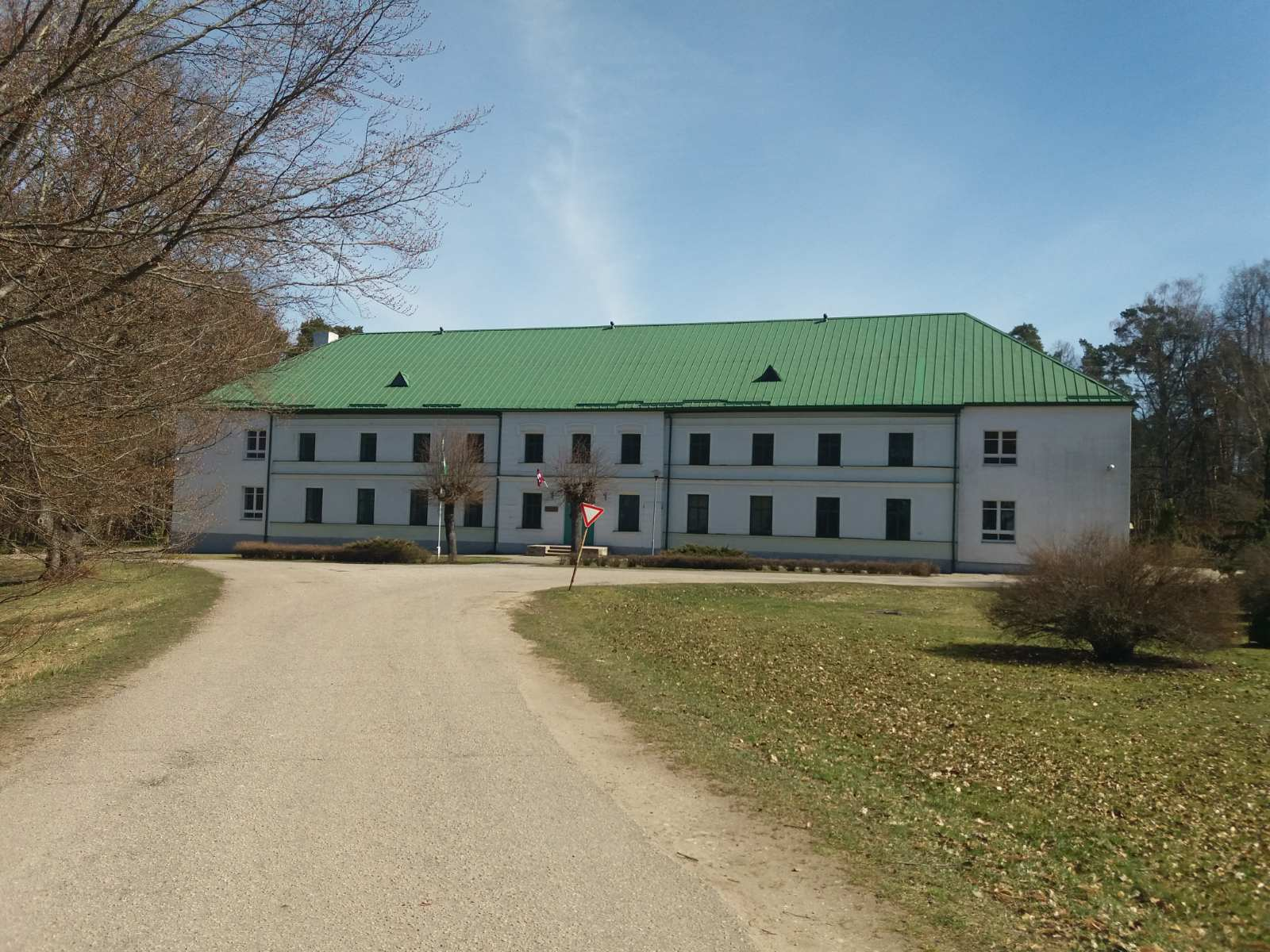
Школа, Казданга, Латвія, 2022

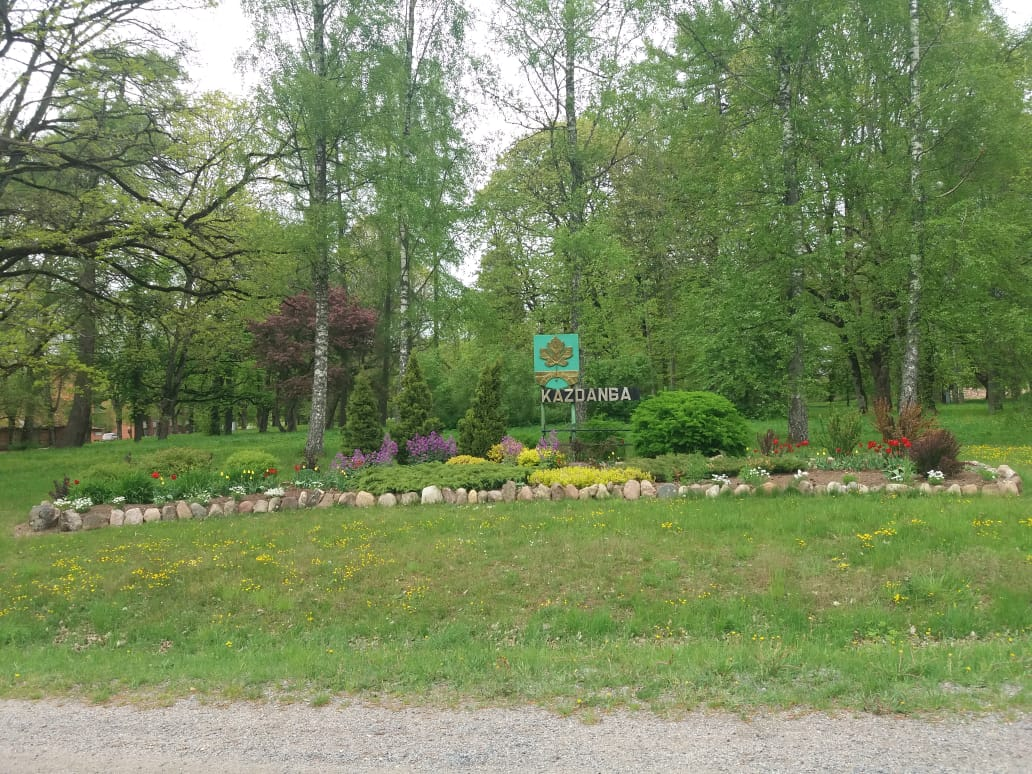
Парк, Казданга, Латвія, 2022